# Károly Doncsecz
Károly Doncsecz, in sloveno Karel Dončec (Orfalu, 30 maggio 1918 – Körmend, 12 novembre 2002), è stato un ceramista sloveno.

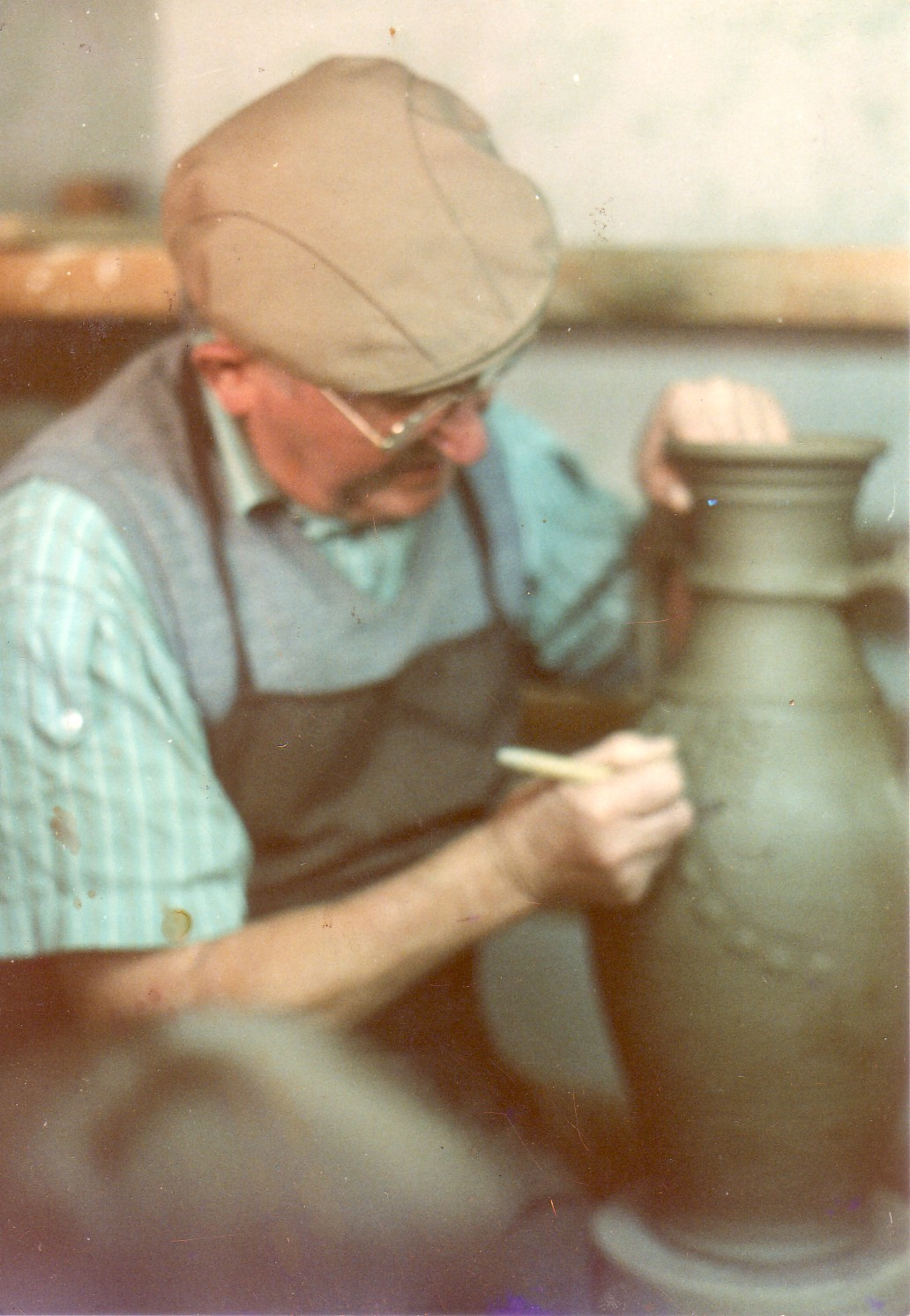
Maestro Károly Doncsecz

Karoly Doncsecz, maestro dell'arte ceramica popolare, è nato a Orfalu, in Ungheria, il 30 maggio 1918. È di origine slovena, suo padre, Károly Dancsecz e sua madre, Anna Talabér sono morti da giovani. Venne cresciuto dal nonno István Dancsecz. Il suo unico fratello István è emigrato in Canada. Da ragazzo lavorò a Orfalu da un tornitore. Poi lavorò in diverse officine di ceramica: dal 1933 a Magyarszombatfa da János Zsohár, dal 1937 al 1938 a Zalaegerszeg da Lajos Németh, dal 1938 al 1939 a Sümeg da Adorján István. Nel 1939 per un breve tempo lavorò come servo del vasaio János Kerécz a Szentgotthárd, poi si trasferì a Permise (Kétvölgy), dove aprì un'officina di ceramica propria.
Fra 1942 e 1944 lottò in Ucraina e Polonia. Venne fatto prigioniero e trasportato in Repubblica Ceca, ma riuscì a fuggire. Dagli anni settanta più volte venne premiato per i suoi prodotti, nel 1984 ha ricevuto il premio di gran prestigio "Maestro dell'Artigianato Popolare". La sua arte è unica, usava nei suoi prodotti motivi dell'artigianato di Magyarszombatfa e quelli della Pianura ungherese.
È morto a Körmend il 12 novembre 2002 all'età di 84 anni.

## Fonti
- Kozar, Marija: Mojster ljudske umetnosti – Karel Dončec Slovenski koledar, Szombathely 1986.
- Further famous personalities: Károly Doncsecz, su vendvidek.com. URL consultato il 29 febbraio 2008 (archiviato dall'url originale il 29 settembre 2007).